# Passiflora ligularis
La Passiflora ligularis és una espècie de planta de la família de les passifloràcies originària de les muntanyes dels Andes entre Bolívia i Veneçuela. Es conrea del nord de l'Argentina fins a Mèxic i en muntanyes tropicals d'Àfrica i Austràlia, en climes entre 15° i 18° C de temperatura, 600 a 1000 mm de precipitació anual i altitud de 1700 a 2600 m.s.n.m. Se'n comercialitza el fruit, la granadilla, de forma esfèrica amb l'extrem del peduncle més ovalat i un interior blanc i esponjós que conté les llavors, cadascuna envoltada d'una polpa translúcida, blanquinosa i de gust dolç.
És una planta enfiladissa de fulles abundants i simples. Flors blanc-verdós i malva, de 6 a 10 cm de llarg. Els principals productors són Perú, Mèxic, Veneçuela, Colòmbia, l'Equador, Brasil, Sud-àfrica i Kenya. Els principals importadors són Estats Units, Canadà, Bèlgica, Països Baixos, Suïssa i Espanya.